# Army Dreamers
Pour un article plus général, voir Discographie et vidéographie de Kate Bush.
Singles de Kate Bush
Babooshka
(1980) December Will Be Magic Again
(1980)
Pistes de Never for Ever
Night Scented Stock
(9) Breathing
(11)
Army Dreamers est une chanson de la chanteuse britannique Kate Bush, c'est le troisième et dernier single issu de son troisième album Never for Ever. Elle a été écrite et produite par Kate Bush et a atteint le top 20 du UK Singles Chart.

## Informations
Army Dreamers est sorti le 22 septembre 1980 et se place en 16e position du classement britannique. La chanson traite des effets de la guerre et d'une mère qui déplore la mort de son jeune fils durant une manœuvre militaire. Attristée par sa mort inutile, elle culpabilise sur ce qu'elle aurait pu faire pour empêcher la mort de son fils. 
Ce titre fait partie des chansons interdites de diffusion par la BBC durant la guerre du Golfe. Elle est reprise par l'artiste norvégien Moddi, sur son album diverses chansons (de différents artistes) elles aussi censurées pendant une période.

## Pistes
Toutes les chansons sont écrites et composées par Kate Bush.
| No | Titre               | Durée |
| -- | ------------------- | ----- |
| 1. | Army Dreamers       | 3:17  |
| 2. | Delius              | 2:51  |
| 3. | Passing Through Air | 2:10  |

## Classements
| Pays                           | Position |
| ------------------------------ | -------- |
| Pays-Bas                       | 25       |
| Irlande                        | 14       |
| Israël                         | 2        |
| Royaume-Uni (UK Singles Chart) | 16       |